# 송대립
송대립(宋大立, 1550년 ~ 1597년)은 조선 중기의 무장으로, 본관은 여산(礪山)이고 자(字)는 신백(信伯)이다. 희립, 정립 등 삼형제 중의 맏형으로 이순신 장군의 휘하에서 형제들과 함께 여러차례 큰 공을 세웠다.

## 생애
송대립은 어려서부터 경서(經書), 사서(史書), 무예(武藝)를 익혔다. 1594년 무과(武科)에 올라 아우 희립(希立)이 지도 만호(智島萬戶)로 있었으므로 통제사(統制使) 이순신(李舜臣)의 휘하로 같이 가 협력하여 수차례 일본군을 무찌르며 공을 세우다가 이순신 장군에게 무용(武勇)을 인정받아 추천으로 도원수(都元帥) 권율(權慄)을 도와 또한 적을 수차례 무찔러 그 공이 높았다. 아군은 항상 수(數)적 열세였으나 송대립은 널리 의병(義兵)을 모집하여 흥양(興陽)의 첨산(尖山)에서 항거하였다. 적선(賊船) 30여 척이 갑자기 보성진(寶城津)을 침범하므로 가서 막으며 홀로 수백을 베었다. 또한 10여 척이 흥양의 망저포(望諸浦)를 침범하자 진(陣)을 망저포로 옮기고 유인하여 크게 섬멸하니 거의 살아난 자가 없었고 오직 9명의 적군만이 살아 도망쳤다. 홀로 추적하여 8명을 베고 1명을 사로잡았는데 갑자기 복병(伏兵)에 당해 결사 항전하여 조금도 물러서지 않았으나 끝내 총탄에 전사하였다.

## 사후
선조는 특명으로 병조참의(兵曹參議)를 증직(贈職)하고 선무훈(宣武勳)을 정함에 있어 원종(原從) 1등에 책록(策錄)하였으며, 또한 ‘충신지문(忠臣之門)’이란 정려(旌閭)를 내렸다. 처음에 벼슬은 부장(部將)이었다가 훈련 부정(訓鍊副正)으로 승진하였고 훈련 정(訓鍊正)이 되어 그 자급은 어모 장군(禦侮將軍)으로 승진하였다.

## 가족 관계
슬하에 아들 셋을 두었는데 맏이 송눌(訥)은 선무랑(宣務郞)이요, 둘째 송겸(謙)은 무과에 급제하여 함안 군수(咸安郡守)이며, 막내는 송심(諶)이다.

## 같이 보기
- 고흥 송씨쌍충정려 - 전라남도  기념물  제110호